# ビーチボール (球技)
ビーチボール（ビーチボール競技）は、球技のひとつで、ビーチボールを用いるバレーボールに似たスポーツである。
かつてはビーチバレーボールとも呼ばれたが、砂浜で行うビーチバレーボールとの混同を避けるため、1991年から現名称へ改称された。また、競技の内容をわかりやすくするためビーチボールバレーと表現されることもある。

## 概説
1978年、富山県下新川郡朝日町で考案され、翌1979年にルールが制定された。バレーボールとバドミントンのルールをミックスし、子供から高齢者まで年代を問わず誰でも参加しやすいように工夫されていることが特徴。もともとは普段スポーツの機会に恵まれない婦人や高齢者のためのスポーツとして考案されたが、全国体育指導委員会連合（現：全国スポーツ推進委員連合）機関誌「みんなのスポーツ」に紹介されたことから全国的に広まり、いつでもどこでも気軽にできるスポーツとして日本全国に定着した。統括組織として日本ビーチボール協会（JBVA、1984年8月設立）がある。
発祥の地の朝日町にはビーチボールのモニュメントが建っている。
競技誕生時は普及の対象を40歳以上の婦人層としていたが、協会設立ととともに男女別、年齢別に部門を分け（男女混合、合計年齢制などのルールもあり）、幅広い年齢層への普及活動が行われている
2018年、ねんりんピック富山2018にて正式種目として採用された。

## 競技方法
- 基本的なルールとして、富山県朝日町教育委員会監修、(一財)朝日町文化・体育振興公社発行の「ビーチボールのルール」があり、日本ビーチボール協会の認定となっている。また、アシスト本として日本ビーチボール協会発行の「審判員の手引き」、「ビーチボールテキスト」がある。
- コートはバドミントンのダブルスのものを使用し、ネットは高さ180cm、ボールは直径27cm、重さ70gのJBVA公認ビーチボールを使用する。
- 1チーム、コート内4人で競技を行う。
- 1試合3セットで、2セット先取したチームが勝者となる。
- 各セットは、9点先取（デュース制）で勝ちとなる。